# Branchiostoma senegalense
Branchiostoma senegalense — вид ланцетників. Поширений на сході Атлантичного океану біля берегів Західної Африки. Мешкають на шельфі на глибині до 40 м. Нереститься з квітня по червень біля берегів Західної Сахари. Досягають віку 4—5 років.

## Ресурси Інтернету
- http://link.springer.com/article/10.1007%2FBF00388911?LI=true [Архівовано 5 березня 2016 у Wayback Machine.]
- http://onlinelibrary.wiley.com/doi/10.1002/iroh.19750600204/abstract